# 克勞迪亞·德·麥地奇
克勞迪亞·德·麥地奇（義大利語：Claudia de' Medici，1604年6月4日—1648年12月25日），奧地利大公夫人，托斯卡納大公費迪南多一世的女兒。

## 家庭
1620年，克勞迪亞和費德里科·烏瓦爾多·德拉·羅維雷結婚，兩人的獨女維多利亞於1622年出生。
費德里科·烏瓦爾多於1623年去世。1626年，克勞迪亞和奧地利的利奧波德五世結婚，兩人共有2子3女：
1. 瑪麗亞·艾蕾諾拉（1627年—1629年），夭折
2. 斐迪南·卡爾（英语：Ferdinand Charles, Archduke of Austria）（1628年—1662年）
3. 伊莎貝拉·克拉拉（英语：Archduchess Isabella Clara of Austria）（1629年—1685年）
4. 西吉斯蒙德·法蘭茲（英语：Sigismund Francis, Archduke of Austria）（1630年—1665年）
5. 瑪麗亞·利奧波汀（1632年—1649年）